# William Casey
William Joseph Casey (13 de marzo de 1913 - 6 de mayo de 1987) fue director del Servicio de Inteligencia de Estados Unidos entre 1981 y 1987. En este cargo fue responsable de la Comunidad de Inteligencia estadounidense y dirigió personalmente la Agencia Central de Inteligencia.

## Biografía
Casey nació en el distrito neoyorquino de Queens en 1913 y obtuvo el título de Derecho por la Universidad St. John's de Nueva York en 1937. Durante la Segunda Guerra Mundial trabajó para la Oficina de Servicios Estratégicos (OSS), organización predecesora de la CIA, donde llegó a convertirse en jefe del Área de Inteligencia Secreta estadounidense en Europa.
Tras trabajar durante un tiempo en Derecho Corporativo en la ciudad de Nueva York, Cassey pasó a formar parte de la administración de Richard Nixon en 1971 como presidente de la Comisión de Seguridad y Cambio de Estados Unidos, cargo que ostentaría hasta 1973. En este período, se hizo conocido por ser testigo de cargo contra el anterior Ministro de Justicia, John N. Mitchell, y el anterior Secretario de Comercio, Maurice Stans, en relación con el caso de tráfico de influencias que se
originó a raíz de la contribución de 200.000 dólares por parte del financiero internacional Robert Vesco a la campaña de reelección de Nixon. Entre 1973 y 1974, Casey ejerció como Subsecretario de Estado en materia de Asuntos Económicos. En 1978 fundó junto a Anthony Fisher el Instituto de Estudios Políticos de Manhattan, un think tank de tendencia conservadora en materia de política y economía.

### Director de la Inteligencia Central de Estados Unidos
Tras dirigir la exitosa campaña electoral de Ronald Reagan en 1980, Casey forma parte del equipo de transición de gobierno y, 
con la entrada en el poder del presidente es nombrado Director de la Inteligencia Central de Estados Unidos.
Durante su estancia en la CIA, Casey desempeñó un importante papel en la definición de la política exterior de Reagan,  especialmente con respecto a la actuación de los Estados Unidos frente a la Unión Soviética. Así mismo, se encargó de la ampliación de la Comunidad de Inteligencia estadounidense a las áreas de Fondos y Recursos Humanos. En concreto, Casey incrementó las áreas de intervención de la CIA y eliminó restricciones sobre la utilización de este organismo para influir de forma directa o encubierta en la política nacional o exterior de países considerados controvertidos para los Estados Unidos.
Influido por el libro La Red del Terror[cita requerida], de Claire Sterling, Casey consideraba que la Unión Soviética era la principal promotora del terrorismo a nivel mundial, lo que le llevó a emprender numerosas actuaciones contra la URSS a pesar de que las pruebas aportadas por analistas de la CIA demostraban que dicha publicación era propaganda negra generada por la propia agencia. 
En este periodo de la Guerra Fría se produjo un fuerte incremento de las actividades de la CIA contra la antigua URSS. De especial relevancia son el apoyo encubierto de Casey a los muyahidines en Afganistán) con fondos económicos y armamento; su colaboración con el director general de los Servicios de Inteligencia de Pakistán, Akhtar Abdur Rahman, y con el Movimiento de Solidaridad de Polonia; y su apoyo oculto a golpes 
de estado e intentos de golpe de Estado contra presidentes de tendencias izquierdistas en América Latina.
Uno de los acontecimientos de mayor repercusión pública durante el período de Casey al frente de la CIA fue el caso Irán-Contra, una red de tráfico de armas con destino a Irán organizada por Estados Unidos, cuyas ganancias irían destinadas a financiar la realización de acciones terroristas por parte de la Contra, la guerrilla anticomunista nicaragüense, contra el Frente Sandinista de Liberación Nacional. En el caso estaban implicados altos cargos del equipo de Reagan así como miembros de la CIA. El asunto fue destapado por una comisión de investigación del Senado de Estados Unidos en 1986. Casey fue llamado a declarar pero horas antes del interrogatorio, fue declarado inhabilitado para testificar y posteriormente fue hospitalizado.
Casey permaneció ingresado hasta su fallecimiento a causa de un tumor cerebral el 6 de mayo de 1987.